# Артен ап Сейсилл
Артен ап Сейсилл (валл. Arthen ap Seisyll; умер в 807 году) — король Сейсиллуга примерно в (740—807).

## Биография
Артен был сыном Сейсилла, который во второй половине VIII век,а в ходе войны с соседним Диведом, завоевал значительную его часть, называемую Истрад-Тиви. Образовавшееся государство, превышавшее Кередигион в размерах примерно вдвое, в честь Сейсилла впоследствии получило название Сейсиллуг. Но поздние историки указывают, что это имя можно найти в более поздних средневековых документах и что королевство упоминается в нескольких современных источниках.
Гвентианская Хроника, по поводу смерти Артвайла Старого, брата Хивела ап Риса, правителя Гламоргана, упоминает, что он умер в возрасте 120 лет в 895 году (то есть родился в 775 году) и был женат на Кейнвен, дочери Артена, правителя Кередигиона.
Сейсилл умер и его сын Артен наследовал ему. Артен умер в 804 году. Согласно Анналам Камбрии Артен умер в 807 году.
Считается что ему наследовал его сын Дивнуал.